# Roger Creager

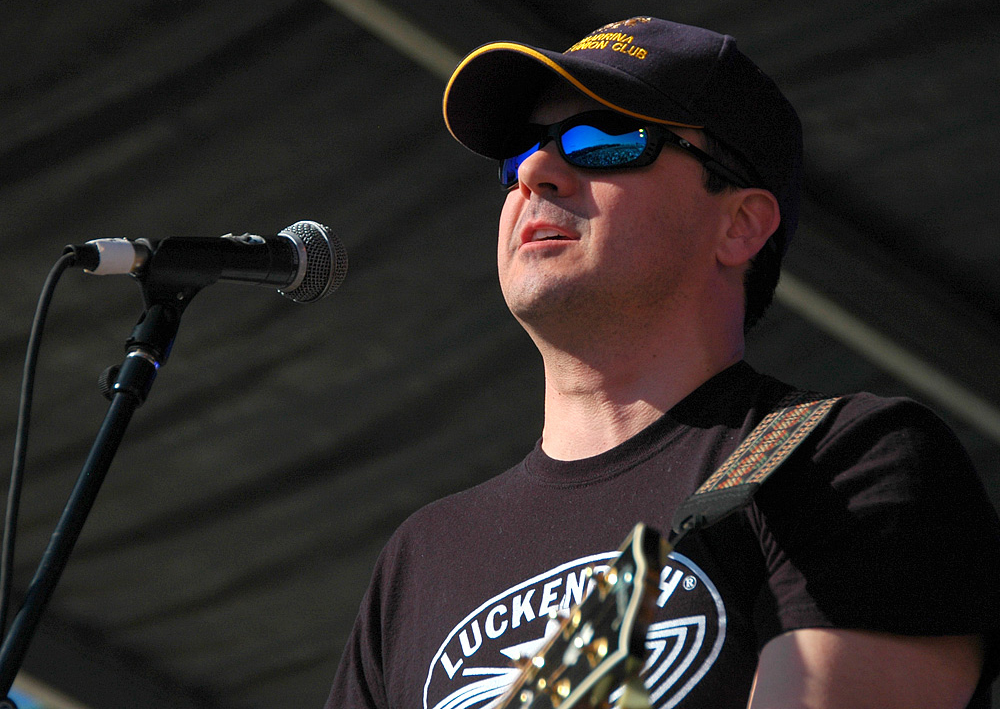
Roger Creager (2009)

Roger Creager (* 25. Juli 1971) ist ein US-amerikanischer Sänger der Texas-Country-Szene.

## Biografie
Roger Creager, 1971 in den USA geboren, beschloss im Alter von sechs Jahren, sich der Country-Musik zu widmen. In der zweiten Klasse begann er mit dem Klavierspielen, zu High-School-Zeiten fing er zudem mit dem Gitarrespielen an. Zu schüchtern, um eine musikalische Karriere ernsthaft anzustreben, besuchte Creager in den folgenden Jahren das College. Erst mit 26 Jahren trat er regelmäßig vor Publikum auf, arbeitete zunächst jedoch als Buchhalter in Houston, Texas. Später zog er nach College Station, dann nach Nashville, Tennessee. Dort spielte er anfangs Klavier in einer Coverband, bis sein Partner Justin Pollard schließlich Schlagzeuger Pat Greens wurde.
Zu seiner ersten Albumveröffentlichung kam er letztlich im Jahr 1998. Justin Pollard war an Creagers Debütalbum Having Fun All Wrong als Schlagzeuger beteiligt, ebenso wie Red-Dirt-Produzent Lloyd Maines. Zwei Jahre später erschien Creagers zweites Album I Got the Guns. Seine ersten CDs veröffentlichte der Sänger selbst, bevor sie einige Zeit darauf von Dualtone Records wiederveröffentlicht wurden. Im Jahr 2001 gewann er den Texas Music Award als Entertainer des Jahres, zudem stieg I Got the Guns auf Platz 1 der Lone Star Music Charts ein. Mit seinem im September 2003 veröffentlichten dritten Werk Long Way to Mexico schaffte es Creager des Weiteren zum ersten Mal während seiner Karriere in die Genrecharts. Dies ist ihm bis zum heutigen Zeitpunkt noch drei weitere Male gelungen, wobei seine beiden zuletzt veröffentlichten Alben Here It Is (2008) und Surrender (2012) mit Platz 39 der Country-Charts und Top-10-Platzierungen in den Top Heatseekers Charts die erfolgreichsten waren. Roger Creager sieht sich auch als Abenteurer, so bestieg er im Sommer 2006 den Kilimandscharo in Afrika.

## Diskografie
| Jahr | Titel                | Country Albums | Billboard 200 |
| ---- | -------------------- | -------------- | ------------- |
| 1998 | Having Fun All Wrong | –              | –             |
| 2000 | I Got the Guns       | –              | –             |
| 2003 | Long Way to Mexico   | 63             | –             |
| 2004 | Live Across Texas    | 70             | –             |
| 2008 | Here It Is           | 39             | –             |
| 2012 | Surrender            | 39             | –             |
| 2014 | Road Show            | 20             | 172           |